# Vice-presidente da Presidência da Iugoslávia
O cargo de Vice-Presidente da Presidência da República Socialista Federativa da Iugoslávia existiu desde a promulgação das emendas constitucionais que estabeleceram o cargo em 1971 até a dissolução do país em 1992. Uma presidência coletiva existiu na Iugoslávia desde as alterações à constituição em 1971.  As emendas estabeleceram os papéis de Presidente e Vice-Presidente dentro da Presidência coletiva, que se alternaria entre repúblicas e províncias individuais anualmente. No entanto, também definiu um título separado de Presidente da República, que poderia ser conferido pela Assembleia Federal a Josip Broz Tito, que presidiria automaticamente a Presidência (e, assim, atrasaria a implementação do papel de Presidente da Presidência). Portanto, a criação da Vice-Presidência da Presidência, em 1971, seria a primeira a adotar um sistema de rodízio. Krste Crvenkovski da República Socialista Soviética da Macedônia foi o primeiro a ocupar o cargo. A ordem subsequente após RS Macedônia foi RS Bósnia e Herzegovina, RS Eslovênia, RS Sérvia, RS Croácia, RS Montenegro, PSA Voivodina e PSA Kosovo. Em 1974, foi adotada uma nova Constituição que reafirmou a presidência federal coletiva, composta por representantes das seis repúblicas, das duas províncias autônomas da Sérvia e (até 1988) do Presidente da Liga dos Comunistas.
A constituição de 1974 confirmou a Josip Broz Tito um mandato ilimitado, o que garantiu que o novo cargo de Presidente da Presidência não entraria em vigor até depois de sua morte.  O primeiro Presidente da Presidência seria o então Vice-Presidente da Presidência.  Quando Tito morreu em 4 de maio de 1980, o então vice-presidente da Presidência, Lazar Koliševski, assumiu o cargo de presidente da Presidência.

## Lista
- Partido Comunista / Liga dos Comunistas

- União Democrática Croata

- Partido Democrático dos Socialistas de Montenegro

| No. | Retrato | Nome (Nascimento–Morte)        | Mandato             | Mandato               | Partido | Representação        |
| No. | Retrato | Nome (Nascimento–Morte)        | Posse               | Fim de Mandato        | Partido | Representação        |
| --- | ------- | ------------------------------ | ------------------- | --------------------- | ------- | -------------------- |
| 1   |         | Krste Crvenkovski (1921–2001)  | 29 de julho de 1971 | 1 de agosto de 1972   | SKJ     | Macedônia            |
| 2   |         | Ratomir Dugonjić (1916–1987)   | 1 de agosto de 1972 | Junho de 1973         | SKJ     | Bósnia e Herzegovina |
| 3   |         | Mitja Ribičič (1919–2013)      | Junho de 1973       | 16 de maio de 1974    | SKJ     | Eslovênia            |
| 4   |         | Petar Stambolić (1912–2007)    | 16 de maio de 1974  | 15 de maio de 1975    | SKJ     | Sérvia               |
| 5   |         | Vladimir Bakarić (1912–1983)   | 15 de maio de 1975  | 15 de maio de 1976    | SKJ     | Croácia              |
| 6   |         | Vidoje Žarković (1927–2000)    | 15 de maio de 1976  | 15 de maio de 1977    | SKJ     | Montenegro           |
| 7   |         | Stevan Doronjski (1919–1981)   | 15 de maio de 1977  | 15 de maio de 1978    | SKJ     | PSA Voivodina        |
| 8   |         | Fadil Hoxha (1916–2001)        | 15 de maio de 1978  | 15 de maio de 1979    | SKJ     | PSA Kosovo           |
| 9   |         | Lazar Koliševski (1914–2000)   | 15 de maio de 1979  | 4 de maio de 1980     | SKJ     | Macedônia            |
| 10  |         | Cvijetin Mijatović (1913–1992) | 4 de maio de 1980   | 15 de maio de 1980    | SKJ     | Bósnia e Herzegovina |
| 11  |         | Sergej Kraigher (1914–2001)    | 15 de maio de 1980  | 15 de maio de 1981    | SKJ     | Eslovênia            |
| (4) |         | Petar Stambolić (1912–2007)    | 15 de maio de 1981  | 15 de maio de 1982    | SKJ     | Sérvia               |
| (5) |         | Vladimir Bakarić (1912–1983)   | 15 de maio de 1982  | 16 de janeiro de 1983 | SKJ     | Croácia              |
| 12  |         | Mika Špiljak (1916–2007)       | Janeiro de 1983     | 15 de maio de 1983    | SKJ     | Croácia              |
| (6) |         | Vidoje Žarković (1927–2000)    | 15 de maio de 1983  | 15 de maio de 1984    | SKJ     | Montenegro           |
| 13  |         | Radovan Vlajković (1922–2001)  | 15 de maio 1984     | 15 de maio 1985       | SKJ     | PSA Voivodina        |
| 14  |         | Sinan Hasani (1922–2010)       | 15 de maio 1985     | 15 de maio 1986       | SKJ     | PSA Kosovo           |
| 15  |         | Lazar Mojsov (1920–2011)       | 15 de maio 1986     | 15 de maio 1987       | SKJ     | Macedônia            |
| 16  |         | Hamdija Pozderac (1924–1988)   | 15 de maio 1987     | Setembro de 1987      | SKJ     | Bósnia e Herzegovina |
| 17  |         | Raif Dizdarević (1926– )       | Setembro de 1987    | 15 de maio de 1988    | SKJ     | Bósnia e Herzegovina |
| 18  |         | Stane Dolanc (1925–1999)       | 15 de maio de 1988  | 15 May 1989           | SKJ     | Eslovênia            |
| 19  |         | Borisav Jović (1928–2021)      | 15 de maio de 1989  | 15 de maio de 1990    | SKJ     | Sérvia               |
| 20  |         | Stipe Šuvar (1936–2004)        | 15 de maio de 1990  | Agosto de 1990        | SKJ     | Croácia              |
| 21  |         | Stjepan Mesić (1934– )         | Agosto de 1990      | 15 de maio de 1991    | HDZ     | Croácia              |
| 22  |         | Branko Kostić (1939–2020)      | 15 de maio de 1991  | December 1991         | DPS     | Montenegro           |